# Слетініку-Мік
Слетініку-Мік (рум. Slătinicu Mic) — село у повіті Мехедінць в Румунії. Адміністративно підпорядковане місту Стрехая.
Село розташоване на відстані 231 км на захід від Бухареста, 42 км на схід від Дробета-Турну-Северина, 57 км на північний захід від Крайови.

## Населення
За даними перепису населення 2002 року у селі проживали 122 особи, усі — румуни. Усі жителі села рідною мовою назвали румунську.